# Sporisorium transfissum
Sporisorium transfissum är en svampart som först beskrevs av Tul. & C. Tul., och fick sitt nu gällande namn av G. Deml 1983. Sporisorium transfissum ingår i släktet Sporisorium och familjen Ustilaginaceae.   Inga underarter finns listade i Catalogue of Life.